# Armonizzatore
L'armonizzatore (o harmonizer) è un dispositivo che effettua un'elaborazione del suono. Esso si basa sul concetto di onda armonica. Un armonizzatore effettua una sovrapposizione al suono originale di uno o più suoni identici ma trasposti in frequenza di quantità non casuale, ovvero resi "armonici" a quello originale. Tecnicamente, viene effettuato un pitch shifting semitonale sul suono originale.
L'armonizzazione viene di solito eseguita sul suono di un singolo strumento musicale o di una registrazione relativamente semplice, dato che l'effetto di elaborazione che ne deriva, con campioni musicali complessi, può rendere il suono poco naturale ed artefatto.